# Casòs
Ca de Casòs (Casós en ribagorçà) és una caseria de la comarca de l'Alta Ribagorça, depenent de l'antic poble de Montiberri i que actualment pertany al terme municipal del Pont de Suert. Antigament pertanyia al terme municipal de Malpàs. El 2019 tenia 11 habitants.
El mas es troba els contraforts septentrionals de la Faiada de Malpàs, a la zona sud del terme, en els vessants meridionals del riuet del Convent, aproximadament a un kilòmetre a ponent de Montiberri.
Pertanyent a la família Tolo Molí, (Solana Tolo, Camon Solana) fou habitat fins als anys cinquanta del segle xx, en què els seus propietaris s'instal·laren a Pont de Suert; la propietat continua cuidada.